# Nikolaivorstadt
Die Nikolaivorstadt ist Teil der historischen Altstadt und durch einen eher kleinstädtischen Charakter geprägt. Sie war der ursprüngliche Entstehungspunkt der Stadt Görlitz.

## Geschichte
Im Mittelalter ließen sich die ersten Siedler an der Lunitz, einem damaligen Zufluss der Neiße, nieder. Die Lunitz ist seit 1833 ein in weiten Teilen unterirdisch fließender Bach in der Nikolaivorstadt. Entlang des Baches, der heute nach ihm benannten Straße und der Straße Nikolaigraben verlief die Hohe Straße, die weiter zu einer Furt in der Nähe der Mündung des Baches über die Neiße führte.
Das Dorf existierte als slawische Siedlung vermutlich schon vor der Gründung der Stadt Görlitz, wurde aber – möglicherweise wegen Erschöpfung des Bodens – wieder verlassen, da keine Bodenfunde aus der slawischen Zeit existieren. Seit 1305 wird es als „an der“ bzw. „in der“ Luncze(n), Loncze, Luncza bezeichnet (später auch als „Clein Gorliczichin“, „Kleingörlitz“). Nach Walter Wenzel liegt dem Gewässernamen eine altslawische Bezeichnung für „Wiese“ zugrunde (vgl. polnisch: łąka, obersorbisch: łuka).
Mitte des 12. Jahrhunderts wurde die erste Kirche erbaut, welche auch heute noch den Namen Nikolaikirche trägt. Seit ca. 1305 ist eine Wassermühle an der Lunitz (heute Nikolaigraben) bezeugt. Am Bach ließen sich auch viele Handwerksbetriebe nieder. 1836 wurde hier die erste Görlitzer Dampfmaschine in Betrieb genommen, da die Wasserkraft des Baches nicht mehr ausreichte.

## Sehenswürdigkeiten
Anders als in der historischen Altstadt gibt es in der Nikolaivorstadt nur wenige besonders herausragende Einzelbauwerke. Hier sind es vor allem Gesamtensembles, Raumsituationen und Straßenbilder, die das unter Denkmalschutz stehende Gebiet auszeichnen. Das Gebiet der Nikolaivorstadt ist Sanierungsgebiet und umfasst nur einen Teil des gleichnamigen Stadtteils.
Der Nikolaiturm gehört zur alten Verteidigungsanlage der Stadt. Neben ihm befindet sich der Nikolaizwinger mit Teilen der alten Stadtmauer.
Das Finstertor ist das letzte existierende Stadttor. Es wurde erstmals 1455 als „Tor bei dem Totenwächter“ urkundlich erwähnt. Das nebenstehende Fachwerkhaus war seit 1571 Wohnort des Scharfrichters. Dieser musste auf Grund seines unehrenhaften Berufes vor die Tore der Stadt ziehen. An dem heute so genannten Scharfrichterhaus ist die Inschrift „1666 - L.S.B.“ angebracht, die auf den damaligen Görlitzer Scharfrichter Lorenz Straßburger verweist.